# Lijst van burgemeesters van Schoondijke
Dit is een lijst van burgemeesters van de voormalige Nederlandse gemeente Schoondijke tot die gemeente in 1970 opging in de gemeente Oostburg.
| Ambtsperiode            | Naam burgemeester                | Leefde    | Partij of stroming | Bijzonderheden                                                          |
| ----------------------- | -------------------------------- | --------- | ------------------ | ----------------------------------------------------------------------- |
| 1796 - 1797             | Henricus Antoni Schutte          | 1751-1829 |                    | agent municipal                                                         |
| 1797                    | Daniel van Houte                 | 1756-1832 |                    | agent municipal; later adjunct agent municipal                          |
| 1803 - 1838             | Hendrik van Cruijningen          | 1762-1846 |                    | achtereenvolgend maire , provisioneel president, schout en burgemeester |
| 1838 - 1864             | Anthonij de Hulster              | 1800-1874 |                    |                                                                         |
| 1864 - 1870             | Samuel de Graag                  | 1817-1877 |                    | tevens geneesheer                                                       |
| 1870 - 1884             | Jakobus Marinus de Smidt         | 1836-1888 |                    |                                                                         |
| 1884 - 1908             | Pieter van Houte                 | 1844-1908 |                    |                                                                         |
| 1909 - 1922             | Isaac Scheltus                   | 1867-1922 |                    |                                                                         |
| 1922 - 1936             | Marinus Adriaan Bleiker          | 1869-1936 | liberaal           | was gemeentesecretaris van Schoondijke                                  |
| 1937 - 1944 1945 - 1960 | François Aarnout van Rosevelt    | 1898-1960 |                    |                                                                         |
| 1960 - 1967             | Johannes Cornelis (Jo) Hoftijzer | 1917-2000 |                    | later burgemeester van Lienden                                          |
| 1967 - 1968             | Jan Jacques Maria (Jan) Ficq     | 1923-2005 |                    | waarnemend, tevens burgemeester van IJzendijke en later van Wittem      |
| 1969 - 1970             | Jacobus Dregmans                 | 1901-1990 |                    | waarnemend; was gemeentesecretaris van Hoek                             |